# Příbram (Příbrami járás)
Příbram település Csehországban, a Příbrami járásban. Příbram Podlesí, Milín, Narysov, Třebsko, Lazsko, Dubno, Trhové Dušníky, Lhota u Příbramě, Háje, Dubenec, Bohutín, Lešetice és Višňová településekkel határos. Lakosainak száma 32 992 fő (2024. január 1.).

## Népesség
A település lakosságának változását az alábbi diagram mutatja:
| Lakosok száma | 9455 | 21 081 | 17 703 | 12 267 | 37 854 | 35 886 | 32 897 | 32 642 | 31 651 | 32 992 |
|               | 1869 | 1890   | 1921   | 1950   | 1980   | 2001   | 2017   | 2019   | 2022   | 2024   |